# Bahnhof Berlin Jannowitzbrücke
Jannowitzbrücke är en pendeltågsstation (S-Bahn) samt en tunnelbanestation (U-Bahn) i stadsdelen Mitte i Berlin. Stationen ligger vid Jannowitzbrücke (Jannowitzbron) och är en knutpunkt för pendeltåg, tunnelbana samt färjor som går på floden Spree.
Tunnelbanestationen kom efter Berlinmurens uppförande 1961 att tillhöra Östberlin, men tunnlarna förband endast stationen med västberlinska stationer, och till följd av de östtyska myndigheternas beslut att stoppa den fria rörligheten över gränsen till västsidan så stängdes stationen. Den blev under 28 år, fram till murens fall, en övergiven spökstation. De västtyska tunnelbanetågen passerade stationen, men de angjorde den inte. Bara två dagar efter Berlinmurens fall den 11 november 1989, öppnades U-Bahn-stationen igen. 

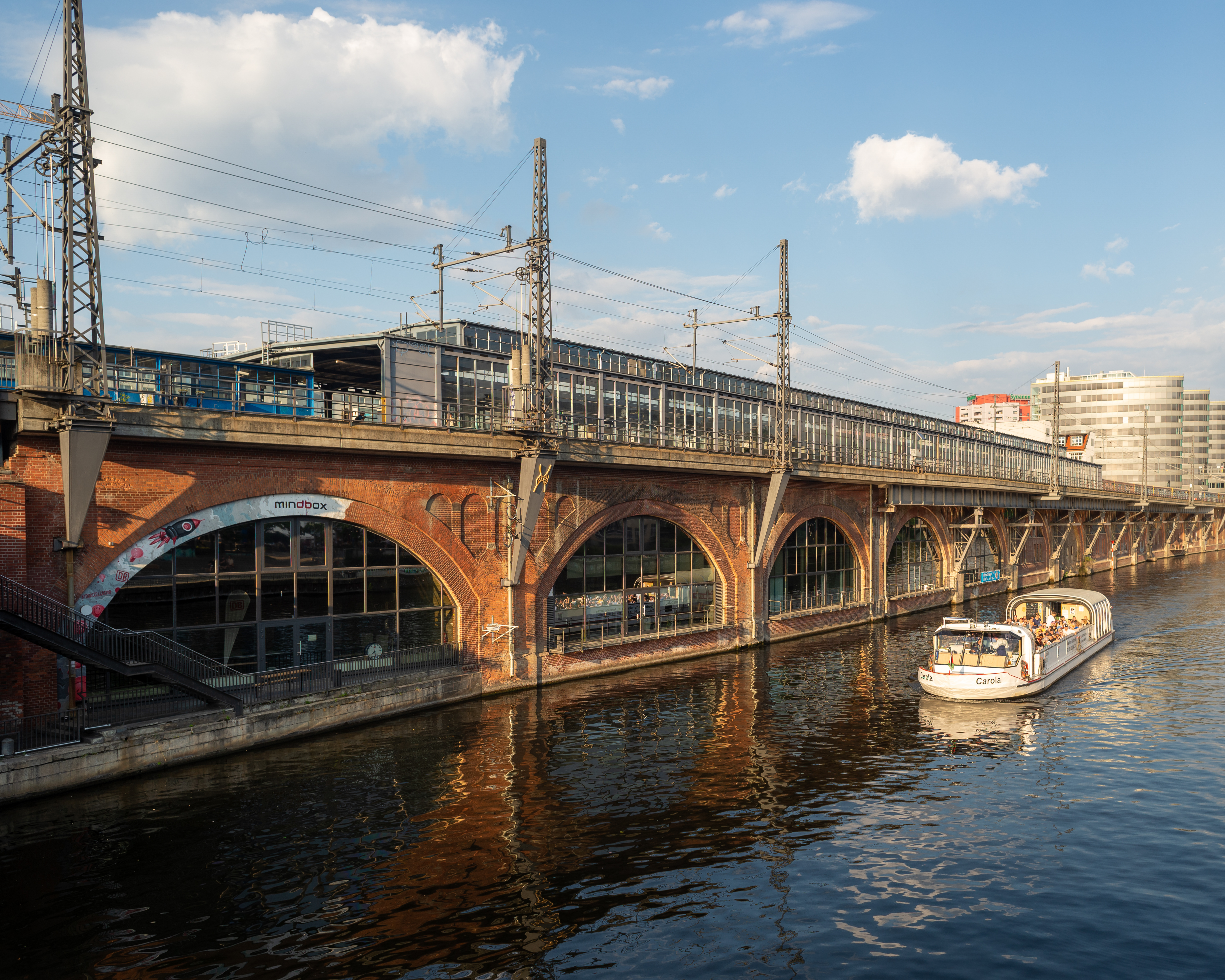
S-Bahnhof
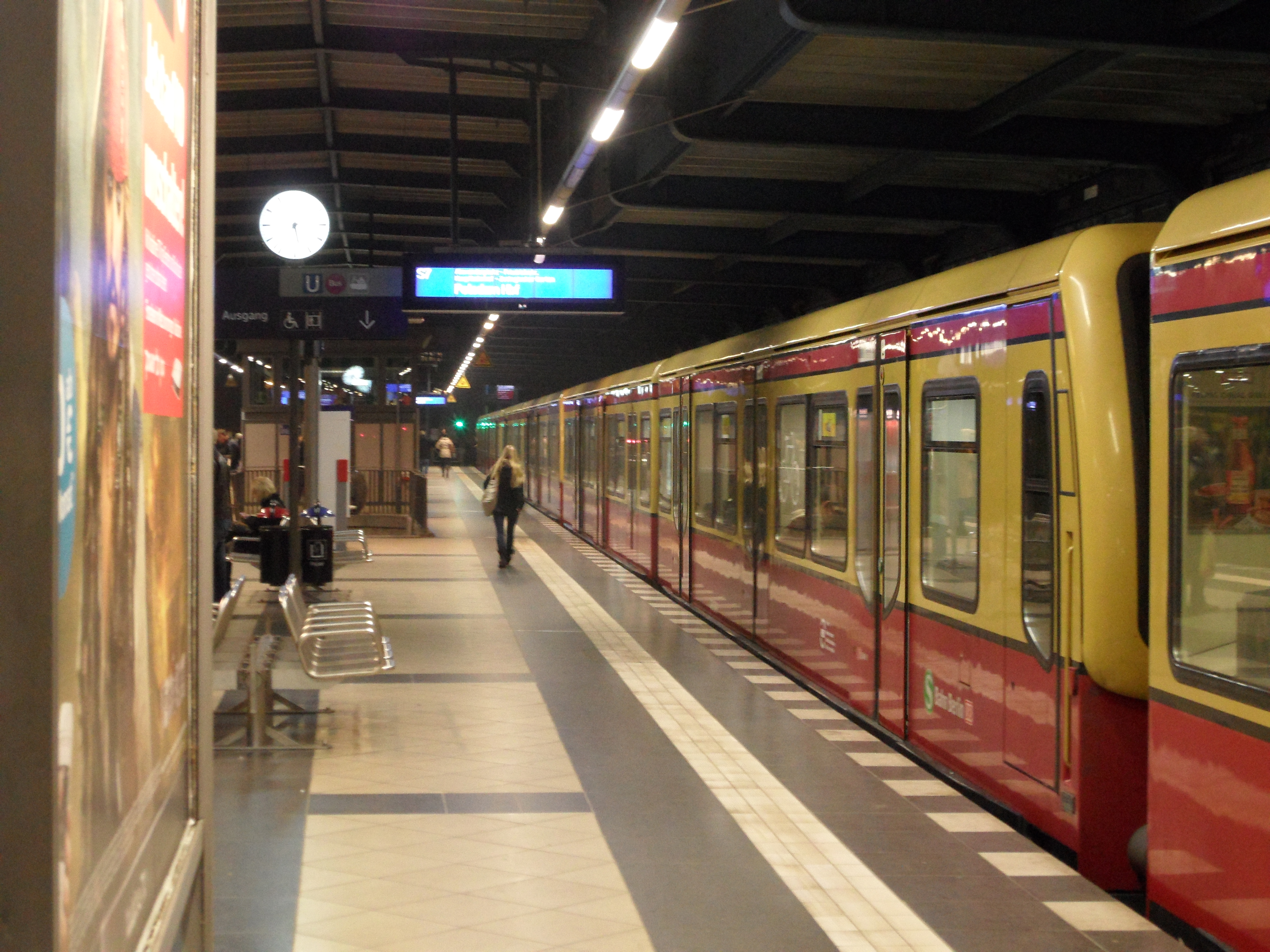
S-Bahn
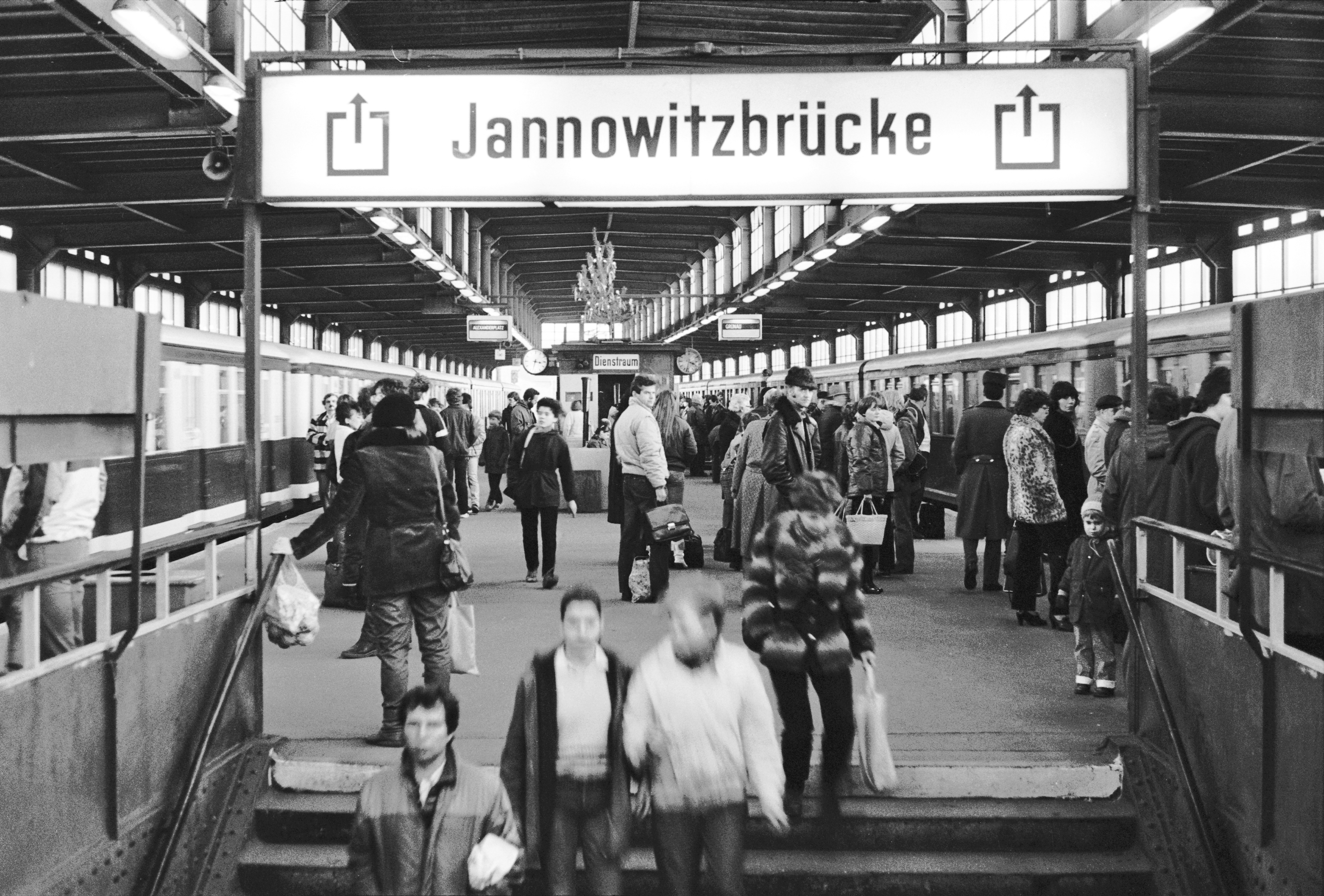
S-Bahn Jannowitzbrücke 1984
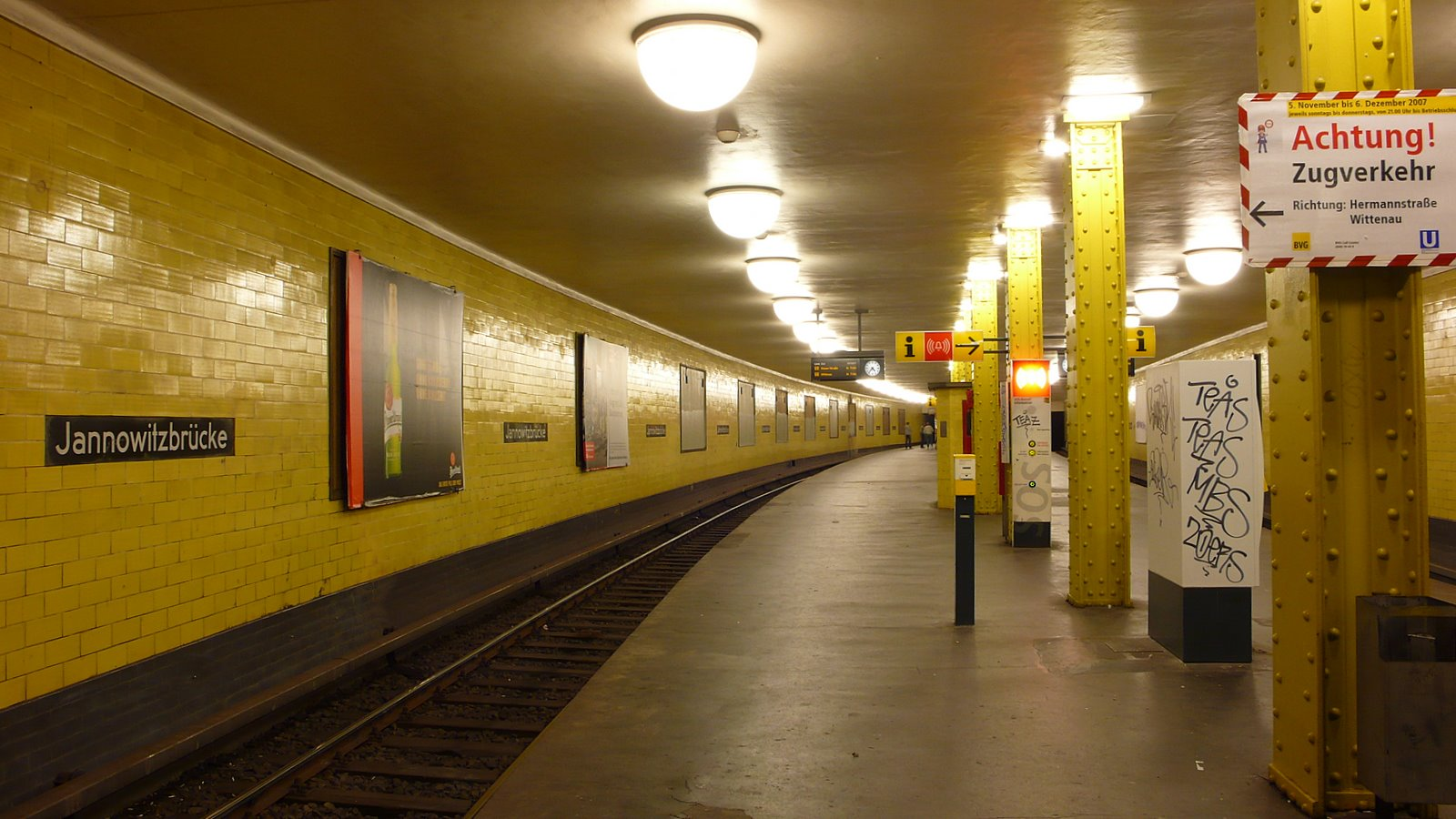
U-Bahnhof
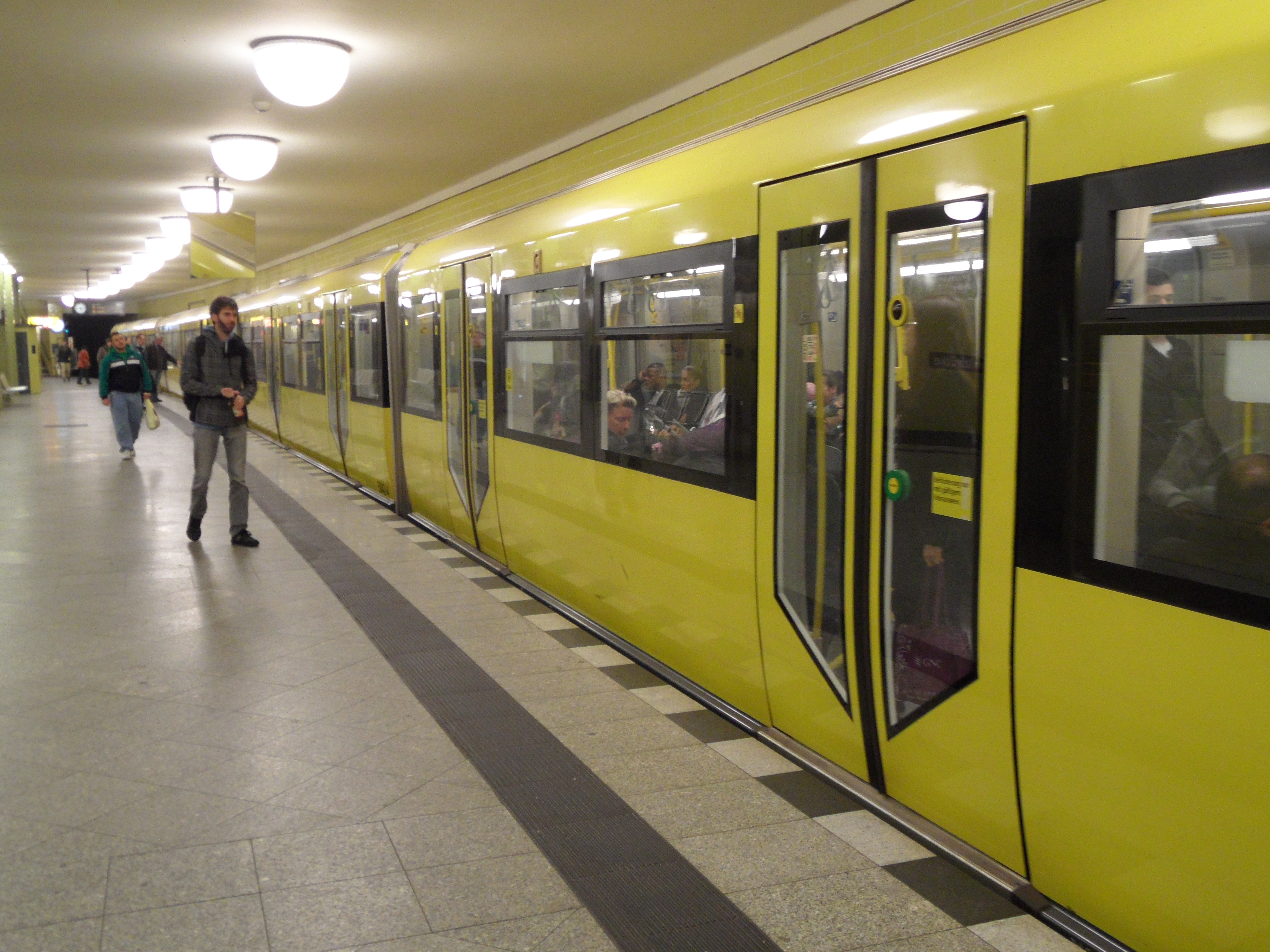
U-Bahn
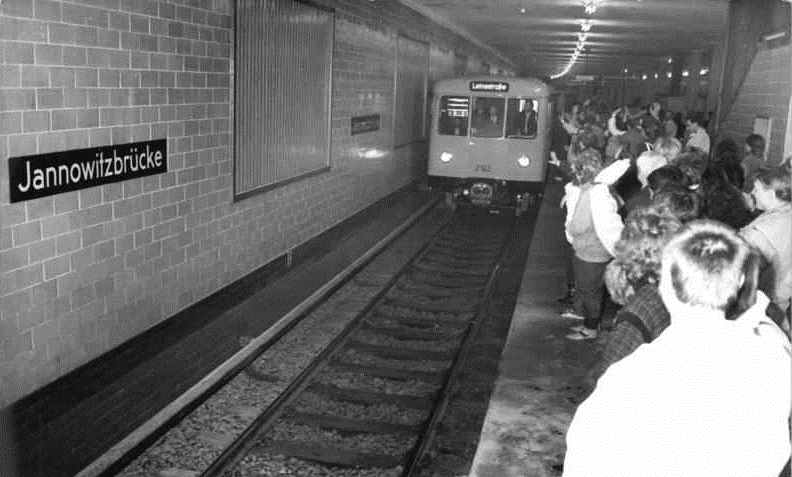
U-Bahn Jannowitzbrücke återöppnas 1989 efter 28 år.